# Balkanski špijun
Balkanski špijun je srpska drama/komedija iz 1984. koju je po vlastitom scenariju režirao Dušan Kovačević. Film govori o paranoidnom i zbunjenom Beograđaninu (Danilo Stojković) koji je krivo umislio da je njegov običan podstanar zapravo terorist koji želi rušiti državu. Uz pomoć te priče film je obradio temu potrage za “nevidljivim neprijateljima” i krivim iluzijama.

## Radnja
Beograđanin Ilija Čvorović, koji je par godina proveo u zatvoru na Golom otoku zbog staljinizma, pozvan je na rutinski razgovor u lokalnu policijsku stanicu. Tamo ga je ispitivač rutinski ispitao o njegovom podstanaru, Petru Jakovljeviću, krojaču koji je 20 godina radio u kapitalističkoj državi, u Francuskoj. Nakon par minuta Ilija biva pušten kući, no toliko ga je uhvatila nervoza i paranoja da je počeo sumnjati u Petra. Čim se vrati kući počne se jadati supruzi Danici da mu nikada nije trebao iznajmiti stan. Mašta počinje djelovati na Iliju i on počne umišljati da bi Petar mogao biti terorist koji želi rušiti državu. Ubrzo ga čak počne i špijunirati, na čuđenje Danice koja se više brine za njihovu kćerku Sonju koja kao diplomirani stomatolog već godinama nema posla. Ilija telefonira inspektoru državne sigurnosti te ga počne izvještavati o kretanjima i nekim susretima Petra sa „sumnjivim“ ljudima, no ovaj ga ne shvati ozbiljno. Ubrzo Ilija kupi fotoaparat s teleobjektivom i počne neprestano špijunirati Petra i njegove prijatelje, od toplica pa sve do šetnje u šumi. 
U špijuniranju mu se uključi i brat Đuro. Jedne večeri Ilija se pojavi ozlijeđen i s poderanom odjećom i objavi kako ga je netko pokušao namjerno pregaziti automobilom dok je bio na ulici, kako bi ispalo kao nesretni slučaj. Ubrzo ga i Danica počne bezrezervno podržavati, dok Sonja u ocu već vidi psihički bolesnog čovjeka i ne pada na njegovu demagogiju. Ubrzo slijedi daljnji korak; Đuro uhvati Petrove prijatelje, mahom nedužne intelektualce i akademike, te ih sveže i stavi u svoj podrum gdje ih počne tuči i prisiljavati da priznaju svoju krivnju i terorističke planove. U kuću se vrati i Petar koji se htio oprostiti jer putuje u New York te upitati zašto ga Ilija stalno promatra. Tada upadaju Ilija i Đuro te ga svežu za stolicu i počnu šamarati, zahtijevajući da im sve prizna. On im govori da su u zabludi, no oni mu ne vjeruju. Đuro nakratko napusti kuću kako bi otišao po profesora koji je pod batinama „sve priznao“, a Ilija sam nastavi ispitivati Petra. No od silnog uzbuđenja Ilija dobiva srčani udar, pa Petar poziva hitnu pomoć te – svezan za stolicu – odlazi iz kuće kako bi uhvatio let za New York. Ilija, sav u bolovima, na telefonu kaže Đurinoj ženi neka Đuro „zaustavi sve letove na aerodromu“, a potom krene četveronoške za Petrom. Puzeći po ulici, Iliju slijedi njegov pas, u grotesknoj završnoj sceni.

## Glumci
- Danilo Stojković - Ilija Čvorović
- Mira Banjac - Danica Čvorović
- Bora Todorović - Petar Markov Jakovljević
- Zvonko Lepetić - Đura Čvorović
- Sonja Savić - Sonja Čvorović

## Nagrade
- Montrealski filmski festival – osvojena nagrada žirija
- Festival igranog filma u Puli - Velika zlatna arena za najbolji film

## Teme
Radnja Dušana Kovačevića govori o odnosu pojedinca i vlasti, individualnoj i totalitarnoj svijesti, te o posljedicama sistema koji zahtijeva apsolutnu poslušnost a koje se prvenstveno očituju u gubljenju razuma i raspadanju obitelji. Zbog takvih proturječnosti takav sistem je ideja koja uništava samu sebe, a jedini opstanak vidi u traženju „nevidljivih neprijatelja“. Glavni junak Ilija Čvorović je žrtva takvog političkog mehanizma i tiranije – osoba koja je ni kriva ni dužna završila jednom u zatvoru – a sada preuzima ulogu progonitelja i instrumenta upravo tog sistema i proganja i špijunira Petra, potpuno nevinu osobu, kako bi dokazao poslušnost vlasti. Tako ispada tragikomična figura koja završava puni pakleni krug ludosti poretka koji potiče paranoju, strah, mržnju i gubljenje razuma.

## Vanjske poveznice
- Balkanski špijun u internetskoj bazi filmova IMDb-a
- Filmovi.com
- „Balkanski špijun“ kao predstava u kazalištu Kerempuh